# Mihai Nedef
Mihai Nedef (ur. 8 listopada 1931 w Bukareszcie, zm. 10 czerwca 2017) – rumuński koszykarz. Reprezentant kraju na igrzyskach olimpijskich w 1952 w Helsinkach. Na igrzyskach olimpijskich zagrał w obu meczach, w meczu z Kanadyjczykami zdobył 2, a w meczu z Włochami zdobył 4 punktów.